# ミカエル・ブラウン

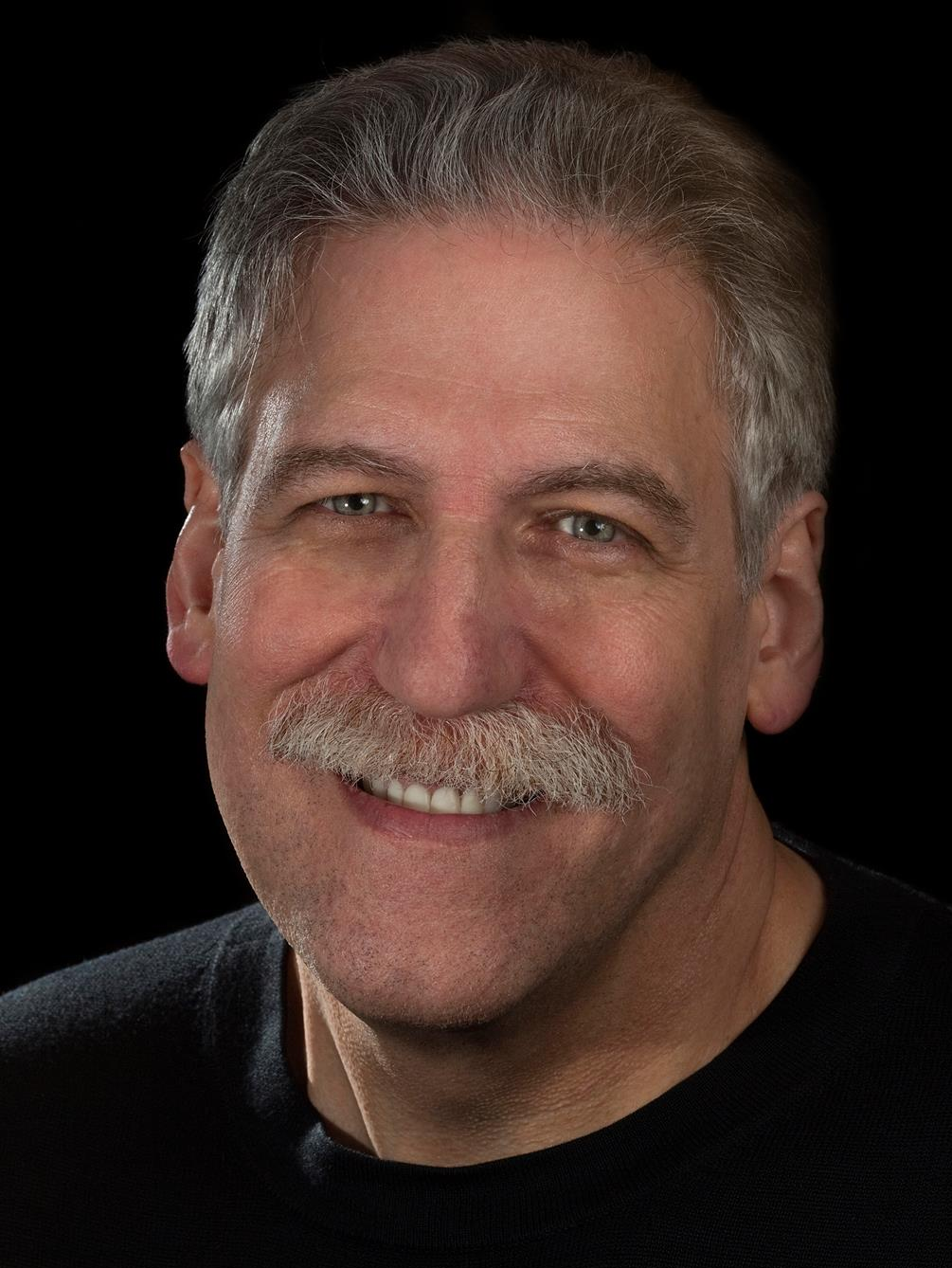
ミカエル・ブラウン

ミカエル・ブラウン（英: Michael L. Brown、1955年3月16日 - ）は、メシアニック・ジューの聖書学者、教授。ニューヨーク市出身。ICNミニストリーを創立。反ユダヤ主義の歴史についての著書は12以上の言語に訳された。
ユダヤ人として生まれ、メシアニックになった。イエス・キリストをメシアと信じていないユダヤ人に対する福音伝道を行っている。
同性愛が罪であると教えたために非難をうけた。

## 著書
- 『教会が犯したユダヤ人迫害の真実-私たちの手は血塗られている』横山隆監訳、マルコーシュ・パブリケーション社。